# Episodi di Digman
La prima stagione della serie animata Digman, composta da 8 episodi, è stata trasmessa negli Stati Uniti, da Comedy Central, dal 22 marzo al 10 maggio 2023.
In Italia la stagione viene trasmessa dal 18 maggio all'8 giugno 2023 su Comedy Central.
| nº | Titolo originale          | Titolo italiano                   | Prima TV USA   | Prima TV Italia |
| -- | ------------------------- | --------------------------------- | -------------- | --------------- |
| 1  | Pilot                     | Il ritorno di Rip Digman!         | 22 marzo 2023  | 18 maggio 2023  |
| 2  | Et Tu                     | Il coltello di Bruto              | 29 marzo 2023  | 18 maggio 2023  |
| 3  | Fear of GAWD              | Il temibile DIOM                  | 5 aprile 2023  | 25 maggio 2023  |
| 4  | The Arky Gala             | Il Gala degli Archeologi          | 12 aprile 2023 | 25 maggio 2023  |
| 5  | The Mile High Club        | Il Mile High Club                 | 19 aprile 2023 | 1º giugno 2023  |
| 6  | Shakespeare's Lost Sonnet | Il sonetto perduto di Shakespeare | 26 aprile 2023 | 1º giugno 2023  |
| 7  | The Puff People           | Il popolo di Sbuffolandia         | 3 maggio 2023  | 8 giugno 2023   |
| 8  | The Grail                 | Il Graal                          | 10 maggio 2023 | 8 giugno 2023   |